# Indomarengo sarawakensis
Indomarengo sarawakensis là một loài nhện trong họ Salticidae.
Loài này thuộc chi Indomarengo. Indomarengo sarawakensis được Benjamin miêu tả năm 2004.